# 比利时语言
比利时王国有三种官方语言：荷蘭語、法语和德语，此外还有一些非官方的地方语言和方言。